# Kujedai járás

A Kujedai járás a Permi határterületen

A Kujedai járás (oroszul Куединский район) Oroszország egyik járása a Permi határterületen. Székhelye Kujeda.

## Népesség
- 1989-ben 33 465 lakosa volt.
- 2002-ben 31 429 lakosa volt, melynek 64%-a orosz, 18%-a udmurt, 6%-a baskír, 6%-a tatár, 3,8%-a csuvas nemzetiségű.
- 2010-ben 26 952 lakosa volt, melyből 17 437 orosz, 4 695 udmurt, 2 171 tatár, 1 419 baskír, 582 csuvas, 136 örmény stb.